# Avicii
Tim Bergling, bolj znan pod vzdevkom Avicii (stilizirano kot ɅVICII ali ◢ ◤), švedski progressive house didžej, remikser in glasbeni producent, * 8. september 1989, Stockholm, Švedska, † 20. april 2018, Maskat, Oman.
Trenutno velja za enega najboljših didžejev; v letih 2012 in 2013 je zasedal tretje mesto na vsakoletni lestvici Top 100 DJs revije DJ Magazine. Dvakrat je bil nominiran za grammyja, prvič za skladbo »Sunshine« v sodelovanju z Davidom Guetto leta 2012, naslednje leto pa za svojo skladbo »Levels«. Med ostalimi njegovimi hit singli sta še »Wake Me Up«, »Hey Brother« in »The Nights«.
V letih 2013 in 2014 so bile njegove pesmi tudi največkrat predvajane na slovenskih radiih, na prvo mesto tedenske lestvice SloTop50 je prišel s hiti »Wake Me Up« (največkrat predvajana  pesem leta 2013), »Hey Brother« ter »Addicted To You«.

## Zgodnje življenje
Tim Bergling se je rodil 8. septembra 1989 v mestu Stockholm na Švedskem. Bil je sin očeta Klasa Berglinga in mame Ankie Lidén. Imel je dva brata in eno sestro: Davida Berglinga, Lindo Sterner in Antona Körberga. Bergling se je z glasbo začel ukvarjati že pri osmih letih, ko je v svoji spalnici začel peti saj je bil navdušen od brata, ki je bil tudi didžej in se je začel ukvarjati z glasbo pri 16 letih. Maja 2007 se je Bergling podpisal z založbo Dejfitts Plays in si dal glasbeno ime "Avicii". Bergling je pojasnil, da ime Avicii pomeni "najnižjo raven budističnega pekla", izbral pa ga je izvirnik, ker je bilo pri ustvarjanju njegove strani Myspace za to uporabljeno pravo ime. 

## Glasbena kariera

### 2009 - 2018
Bergling je bil do leta 2009 do 2010 ploden glasbeni producent saj je glasbo izdajal neverjetno hitro. Skladba " Sunshine " , ki je bila objavljena leta 2011 v sodelovanju z Davidom Guetto, je bila leta 2012 nominirana za 54. nagrado Grammy za najboljše plesno snemanje. 
Leta 2011 je izšla njegova prvotna skladba "Fade Into Darkness" (prejšnji naslov: Penguin), Leona Lewis pa je sprejela dovoljenje za vzorec, naslov Collide je poskusil sprožiti kot Avicii side, Leona Lewis side je poskušala privesti plagiatorstvo zoper njega, vseeno se je pozneje sprijaznila s pogovorom, da so tako umetniki skupaj sodelovali, "Colide" pa na britanskem enojni lestvici beleži četrto mesto. 
Leta 2011 je Avicii izdal album Levels, ki je bil v prvih 10 lestvicah v številnih državah, in na vrhu lestvice na Madžarskem, Norveškem in Švedskem. Leta 2012 se je njegova skladba "I Could Be the One" uvrstila na lestvico Nicky Romero v Veliki Britaniji. Junija 2013 je na lestvicah prišel tudi album "Zbudi me". Leta 2013 je izdal tudi singl "Speed", ki sicer ni bil del albuma, ampak pesem, producirana z Lotusom in Burnom. 16. avgusta 2013 je bila na Radiu 1 premiera Aviciijevega novega singla "Narediš me", drugega singla z albuma. 
2. oktobra 2015 je izšel njegov drugi album Zgodbe z mnogimi njegovimi najbolj znanimi pesmimi, kot so "Waiting For Love", "Broken Arrows" in "For A Better Day". Slednji je posnel glasbeni video za naselje pesmi med objavo, s čimer je postal njegov prvi samostojni glasbeni video. 
Avgusta 2016 je po nedavnem koncertu na Ibizi turnejsko življenje postavil na velik napor. Odločil se je posvetiti svojemu življenju, za katerega je bilo značilno malo prostega časa in veliko stresa ter potovanj. 
V začetku leta 2017 je bilo objavljeno, da piše nov album. Avgusta 2017 je izšel prvi del albuma: EP (01) z imenom Avīci , z uspešnicami, kot sta "Brez tebe" in "Lonely Together".
Leta 2017 je o njem posnel dokumentarni film z naslovom Avicii: Resnična zgodba. V začetku leta 2018 je sodeloval s Chrisom Martinom, pri pisanju pesmi Heaven.  

## Zasebno življenje
Januarja 2012 je bil Bergling 11 dni hospitaliziran v New Yorkški bolnišnici z akutnim pankreatitisom, ki ga je povzročila prekomerna uporaba alkohola. Leta 2014 je Bergling opravil operacijo pri kateri so mu odstranili slepič in žolčnik. Leta 2016 se je njegovo zdravstveno stanje poslabšalo, zato se je umaknil iz svojega javnega življenja in ni več nastopal v živo. V dokumentarnem filmu Avicii: Resnične zgodbe iz leta 2017, ki ga je režiral njegov dolgoletni sodelavec Levan Cikurishvili, je Bergling spregovoril o svojih bojih za fizično in duševno zdravje. Dokumentarec prikazuje pritisk njegovega vodstva, da kljub svojim nasprotovanjem še naprej nastopa v živo. 
Njegov menedžer Ash Pournouri je priznal, da pozna Berglingove zdravstvene težave, vendar jih ni hotel označiti za težave z duševnim zdravjem. Poleg tega je njegova vodstvena ekipa spoznala njegovo zasvojenost z zdravili proti bolečinam šele novembra 2014. Zanj so uprizorili dve intervenciji, od katerih nobena ni bila uspešna. Pournouri je prestavil številne oddaje, da bi Bergling lahko okreval v Stockholmu. Ko je pred tem odkril alkoholne težave svoje stranke, je Pournouri svojim prodajalcem prepovedal, da bi mu ponujali alkohol, razčistil svoj minibar in se osredotočil na njegovo okrevanje. Težave pa so se še poslabšale, ko med njegovim okrevanjem ni bilo nobenega spremljevalca ali zdravnika, ki bi nadzoroval Berglinga.  

## Smrt
Berling je umrl 20. aprila 2018 v bližini mesta Maskat, star 28 let. Vzroka smrti niso takoj navedli. Osmanska policija je dan po njegovi smrti poročala, da ni razloga za sum na zločin. Revija TMZ je 1. maja 2018 poročala, da je bil vzrok njegove smrti samomor, ki ga je storil zaradi poškodb, ki si jih je sam povzročil z razbito steklenico vina, Berling pa naj bi na koncu umrl zaradi izgube krvi. 
Družina Bergling je 22. maja objavila načrte za zasebni pogreb z "ljudmi, ki so mu bili najbližje". Berlingov pogreb je bil 8. junija 2018 na pokopališču Skogskyrkogården v Stockholmu. Pokopali so ga v cerkvi Hedvig Eleonora. 

## Spominski dogodki
30. aprila 2019 je Royal Varovala in Livgardets dragonmusikkår z švedsko vojsko posvetila Aviciiju počaščen koncert v njegov spomin v Stockholmski palači. Igrali so pesmi, kot so Without You, Hey Brother in Wake Me Up, s pihali.
5. decembra 2019 je fundacija Tim Bergling v Friends Areni v Stockholmu gostila koncert Avicii Tribute za osveščanje o duševnem zdravju. Več didžejev, vključno z Davidom Guetto , Nickyjem Romerom in Laidbackom Lukeom, so se udeležili in vsak se je posvetil Avicii v živo. Orkester je nato v dvournem koncertu izvajal Aviciijeve pesmi v spremstvu njegovih studijskih partnerjev Carl Falk in Vargas & Lagola ter številnih gostujočih pevcev. Med njimi so bili Sandro Cavazza ( Brez tebe ), Aloe Blacc ( Zbudi me , SOS ), Rita Ora (Lonely Skupaj ) in Andreas Moe ( Fade Into The Dark ). Koncert se je zaključil s skladbo Levels in kompilacijo video posnetkov, ki so z veliko hitrostjo prikazali Aviciijevo življenje.

## Diskografija

### Studio albumi
- True (2013)
- Stories (2015)
- Tim (2019)

## Koncerti
- House of Hunger (2012)
- True Tour (2014)
- Stories World Tour (2015)